# Coprofilia
La coprofilia è una parafilia caratterizzata dal particolare interesse per gli escrementi che diventano oggetto di piacere e, in alcuni casi, di eccitazione sessuale. Nelle pratiche erotiche BDSM e fetish consiste in una serie di giochi connessi alla defecazione.
In alcuni casi la coprofilia può essere correlata alla coprofagia; ciò accade soprattutto nell'ambito di giochi sessuali espletati all'interno di una relazione improntata a sadismo o masochismo, come espressione di sopraffazione o sottomissione di un partner nei confronti dell'altro, spesso con forti connotati di umiliazione. La pratica viene chiamata scat. 
Secondo Freud, le pulsioni di desiderio coprofile sono quelle che vengono colpite più a fondo dalla rimozione, unitamente a quanto accade per la fissazione alle persone su cui si era concentrata la primitiva scelta oggettuale del bambino.

## Rischi per la salute
In ogni caso la pratica della coprofilia va attentamente valutata dal punto di vista dell'igiene, per i rischi connessi all'ingestione di batteri o virus contenuti nel tratto terminale dell'intestino o nelle feci. Queste pratiche comportano seri rischi per la salute del ricevente, in quanto le feci sono veicolo di infezioni a prescindere dallo stato di salute del donatore; inoltre, in presenza di epatite le feci sono il principale veicolo di trasmissione. Per quanto riguarda l'AIDS, le feci non veicolano il virus HIV in assenza di perdite di sangue.

## Coprofilia nelle arti
Esistono vari esempi di coprofilia nelle produzioni pornografiche o d'autore in cui si affronta questa tematica. L'attore e regista austriaco Simon Thaur (creatore della KitKatClub di Berlino) è autore della serie pornografica Avantgarde extreme, che esplora la coprofagia e la coprofilia. Salò o le 120 giornate di Sodoma di Pasolini abbonda di scene di coprofagia, mentre un legame tra feci e sessualità è anche chiaramente presente ne La grande abbuffata. Una scena di coprofagia è presente nel trailer del film brasiliano "Hungry bitches" noto come 2 Girls 1 Cup. Per girare una scena del film Pink Flamingos di John Waters la drag queen Divine, che nel film impersona se stessa, ha dovuto ingerire le feci di un cane. La coprofagia è il tema centrale della saga The Human Centipede del regista Tom Six.